# انزورت
انزورت، گُنجر (نام علمی: Astragalus arbusculinus) نام یک گونه از سرده گون است.